# Efi Oš'aja
Efi Oš'aja (hebrejsky: אפי אושעיה, plným jménem Eflatun Oš'aja, אפלטון אושעיה) je izraelský politik a bývalý poslanec Knesetu za Stranu práce.

## Biografie
Narodil se 2. června 1956. Sloužil v izraelské armádě, kde působil v letectvu a dosáhl hodnosti First Sergeant (Rav Samal). Vystudoval management. Hovoří hebrejsky a anglicky.

## Politická dráha
Byl předsedou pobočky odborové centrály Histadrut v regionu města Netanja, zasedal v samosprávě Netanji. Byl členem předsednictva Strany práce.
V izraelském parlamentu zasedl poprvé po volbách do Knesetu v roce 1996, v nichž nastupoval za Stranu práce. Stal se místopředsedou parlamentu. Zasedal jako člen ve výboru pro vědu a technologie, výboru práce a sociálních věcí a výboru pro drogové závislosti. Do Knesetu pronikl i v následujícím období, po volbách v roce 1999. Kandidoval za kandidátní listinu Jeden Izrael, do které se zapojila i Strana práce. Mandát ale získal až jako náhradník v únoru 2001. Opětovně byl místopředsedou parlamentu. Seděl ve výboru finančním, výboru pro vědu a technologie, výboru House Committee, výboru vnitřních záležitostí a životního prostředí a výboru práce, sociálních věcí a zdravotnictví.
Kandidoval i ve volbách do Knesetu v roce 2003, tentokrát za listinu Izraelská strana práce-Mejmad. Mandát získal opět až dodatečně v lednu 2006 jako náhradník za Chajima Ramona, který rezignoval. Po několika dnech se Oš'aja mandátu vzdal (kvůli konfliktu zájmů s jeho prací v soukromém sektoru) a jeho křeslo zaujala Tova Ilan.